# Eunicella modesta
Eunicella modesta is een zachte koraalsoort uit de familie Gorgoniidae. De koraalsoort komt uit het geslacht Eunicella. Eunicella modesta werd in 1883 voor het eerst wetenschappelijk beschreven door Verrill. 